# كين كووغان
كين كووغان (بالإنجليزية: Ken Coogan)‏ هو لاعب قذف أيرلندي، ولد في 1983 في Tullaroan ‏ في جمهورية أيرلندا.